# Аррас-сюр-Рон
Арра́с-сюр-Рон (фр. Arras-sur-Rhône, окс. Airàs) — коммуна во Франции, находится в регионе Рона — Альпы. Департамент коммуны — Ардеш. Входит в состав кантона Турнон-сюр-Рон. Округ коммуны — Турнон-сюр-Рон.
Код INSEE коммуны — 07015.
Коммуна расположена приблизительно в 460 км к юго-востоку от Парижа, в 70 км южнее Лиона, в 50 км к северу от Прива, на правом берегу Роны.

## Топонимика
Аррас впервые упоминается в 987 году как Villa Aratica. Впоследствии у Арраса были разные названия — Villa Erattis (1050), Erario (1271), Ras (1275), Herasium / Heras (1282), Herario (1400), Herras (1464), Arrans (1576), Heras (1617), Arras (XVIII век), и, наконец, Аррас-сюр-Рон в 1918 году. Приставка «-сюр-Рон» была официально утверждена указом от 1925 года.

## Население
Население коммуны на 2008 год составляло 506 человек.
| 1962 | 1968 | 1975 | 1982 | 1990 | 1999 | 2008 |
| ---- | ---- | ---- | ---- | ---- | ---- | ---- |
| 400  | 401  | 332  | 315  | 351  | 415  | 506  |

## Администрация
| Период | Период | Фамилия          | Партия | Профессия |
| ------ | ------ | ---------------- | ------ | --------- |
| 2001   | 2008   | Жан-Поль Гиронне |        |           |
| 2008   |        | Брижит Руайе     |        |           |

## Экономика
В 2007 году среди 296 человек в трудоспособном возрасте (15—64 лет) 234 были экономически активными, 62 — неактивными (показатель активности — 79,1 %, в 1999 году было 73,8 %). Из 234 активных работали 212 человек (118 мужчин и 94 женщины), безработных было 22 (8 мужчин и 14 женщин). Среди 62 неактивных 21 человек были учениками или студентами, 21 — пенсионерами, 20 были неактивными по другим причинам.

## Достопримечательности
- Замок Аррас. Донжон замка — «Белая башня» — построена в XIII веке, имеет 28 м в высоту и 6 м в диаметре, является историческим памятником с 1927 года.[3]
- Церковь Аррас-сюр-Рон (X век).
- Межевой столб. Исторический памятник с 1926 года.[4]
- Водяная мельница. Установлена в 1877 году, проработала до 1943 года.
- Старый мост, построен до 1348 года, реконструирован в 1779 году.

## Фотогалерея

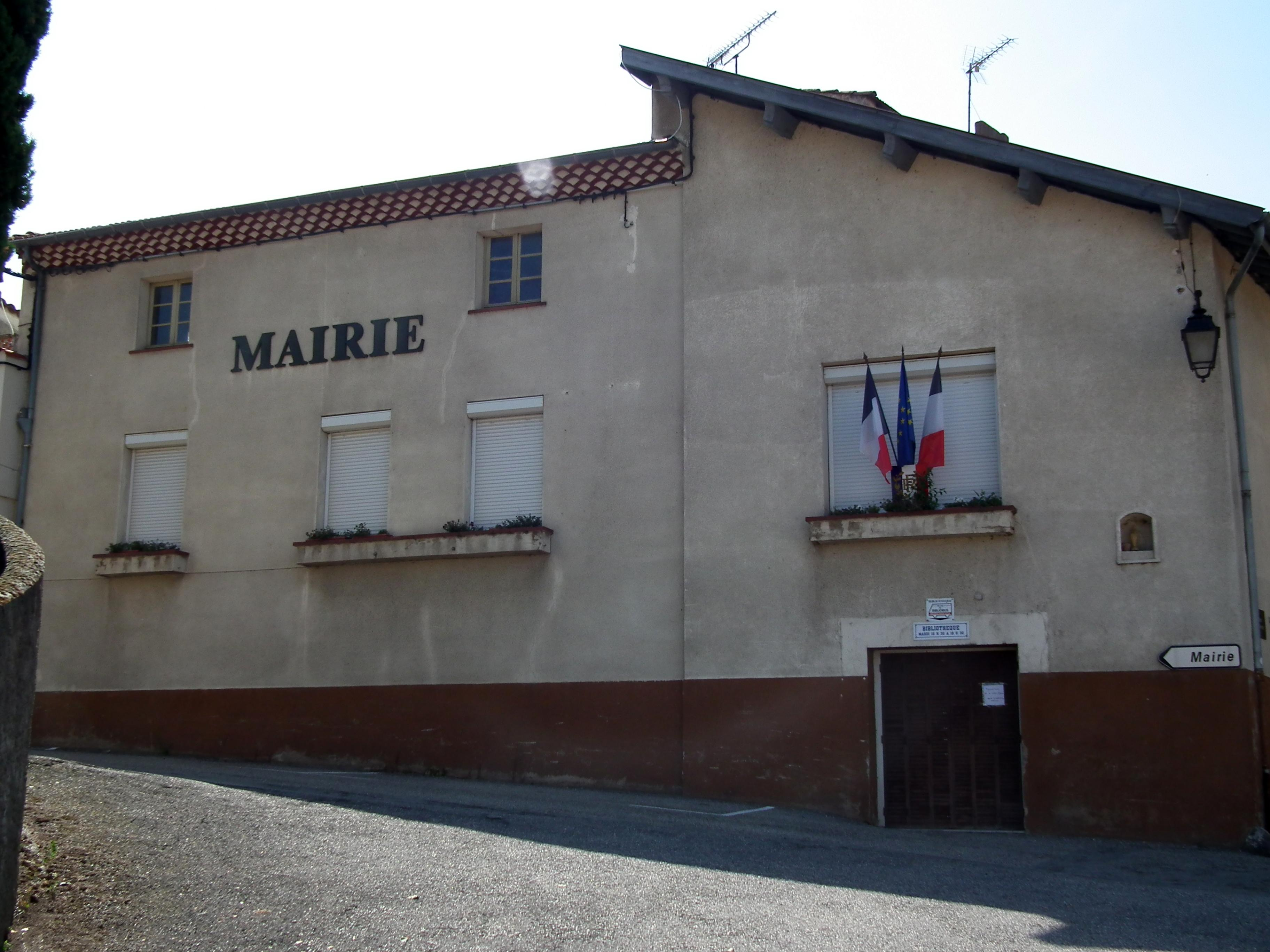
Мэрия
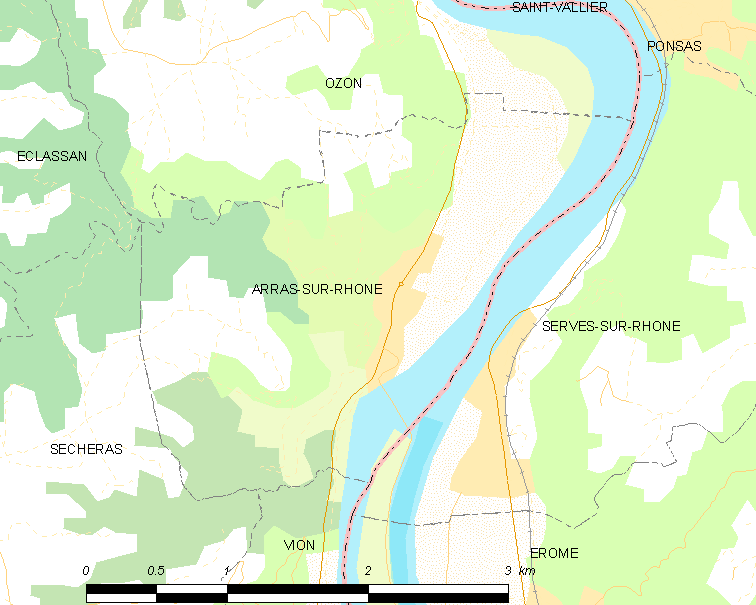
Карта коммуны